# Pachybrachis alcantarensis
Pachybrachis alcantarensis es una especie de insecto coleóptero de la familia Chrysomelidae.

## Distribución geográfica
Habita en la España peninsular.